# Guacamai militar
El Guacamai militar (nom científic: Ara militaris) és un ocell pertanyent a l'ordre dels psitaciformes.

## Descripció
És un lloro espectacular, enorme (entre 67-75 cm) , plomatge de color verd militar (d'aquí el nom comú), el cap i el coll verd pàl·lid, front vermell, el bec és negre i gros i en forma de ganxo. Les galtes nues amb pell rosa clar i petites plomes negres, té el ulls grocs, les ales verdes color oliva fosca. El carpó, la cua i l'extrem de les ales és de color blau turquesa i groc brillant. La cua és llarga i punxeguda.
Aniquilat de la majoria de les àrees per la captura per al comerç de mascotes. Es troba molt localment en contraforts boscosos, canons i zones semiobertes adjacents amb arbres grans. Normalment en parelles o grups solts formats per parelles. Inconfusible, verd brillant en general amb ales blaves de dalt i groc daurat de sota, i cua vermella i blava. Les crides són profundes i guturals que arriben a llargues distàncies.

## Ecologia i hàbitat
A Sud-Amèrica viu a les planes, encara que també en els massissos muntanyosos de Mèxic, Colòmbia, nord-est de Veneçuela, l'Equador, nord del Perú, de Bolívia, i al nord-est de l'Argentina, habita boscos humits de terres baixes i zones limítrofes adjacents, contraforts boscosos i canyons. A Mèxic, es troba en boscos àrids i semiàrids, i pinedes, terres baixes humides i boscos de ribera, movent-se estacionalment a boscos densos espinosos, encara que a Puno, Perú, es va trobar que era més abundant en un mosaic de plantacions de cafè d'ombra. A Mèxic també s'ha informat que al litoral també utilitza camps agrícoles i horts. Es troba des del nivell del mar fins als 3.600 m, però el rang central és de 500-1,500 m.
Els nius i les grans cabanyes comunals estan situats en penya-segats o en arbres grans o morts. A Jalisco i Nayarit, a la costa del Pacífic de Mèxic, l'espècie nia en cavitats d'arbres situades molt per sobre del sòl en alts arbres emergents de Enterolobium cyclocarpum. Els estudis de disponibilitat de cavitats van trobar una baixa densitat de cavitats amb característiques adequades per nidificar i aquestes es van concentrar en bosc semicaducifoli. A Mèxic la temporada de reproducció comença al gener quan es formen les parelles, amb la nidificació que té lloc al maig, juny i juliol.

## Alimentació
Principalment s'alimenten de matèria vegetal, fruits i llavors, especialment a base de gira-sol, blat de moro, cacauets, blat, civada, pa de pessic, pastanaga, poma i altres fruites, al que convé afegir branquetes tendres per rosegar.

## Seguici i posada
El guacamai militar és monògam, romanent junts per a tota la vida. Durant el festeig, realitzen acrobàcies com a part de les exhibicions de vol. L'època de reproducció té lloc entre gener i març, tot i que pot variar segons el país. Ponen 2 o 3 ous blancs. La incubació és d'entre 28 i 30 dies, per part de la femella, que és alimentada pel mascle durant aquest període. El mascle porta el menjar per als pollets. Els joves deixen el niu quan tenen 12 setmanes d'edat i arriben a la maduresa reproductiva després de dos a quatre anys.